# 稲沢機関区
稲沢機関区（いなざわきかんく）は、愛知県稲沢市下津町北カマにある日本貨物鉄道（JR貨物）の乗務員区である。

## 歴史

### 官営鉄道

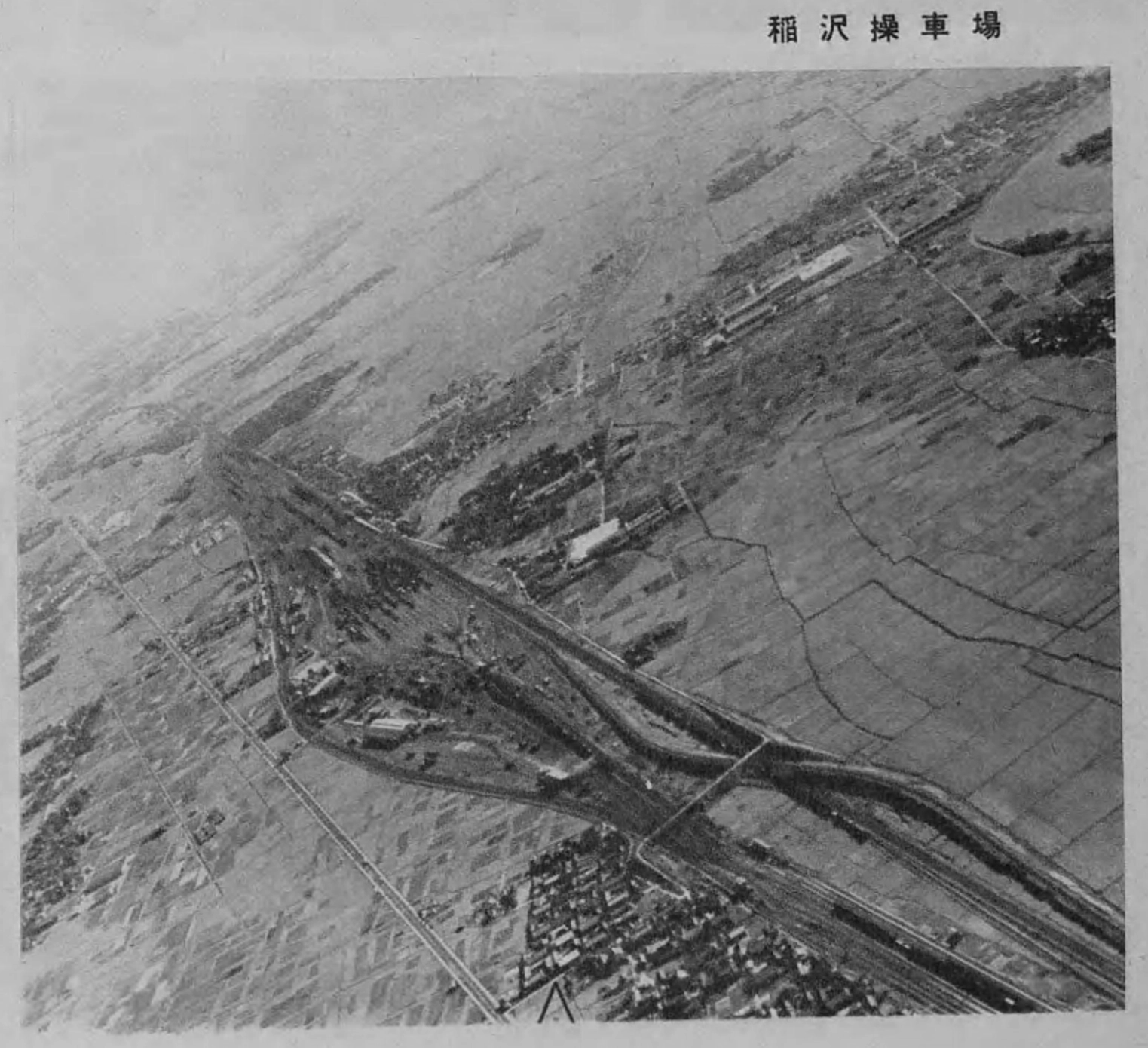
稲沢操車場（1962年）

- 1925年（大正14年）1月16日：稲沢操車場として開業。
- 1931年（昭和6年）1月31日：稲沢機関庫は稲沢操車場と連携し東海道本線及び中央西線、関西本線の貨物を中心に扱う大型庫として機能を果たす。配置されている蒸気機関車は、C50形・9600形・D50形・2120形・2400形（使用休止車を除く）。
- 1936年（昭和11年）9月1日：全国一斉の官制変更により稲沢機関庫が稲沢機関区と改称される。この時期の配置は1000形・1150形・2120形・2400形・6250形・6760形・C50形・8620形・9600形・D50形・D51形・DB10形。
- 1944年（昭和19年）1月31日：戦時体制下、軍事貨物輸送の一大拠点として名古屋鉄道局最大となる機関車80輌を抱える。
- 1953年（昭和28年）11月5日：東海道本線稲沢電化により稲沢機関区から稲沢第二機関区（東海道本線担当の電気機関車及びその乗務員）が分離、稲沢区は稲沢第一機関区（東海道本線、中央西線、関西本線及び周辺入換担当の蒸気機関車及びその乗務員）と改称。
- 1955年（昭和30年）6月17日：第二区にEH10形新製配置。
- 1965年（昭和40年）1月26日：第二区にEF65形新製配置。
- 1968年（昭和43年）9月16日：第二区にEF64形福島第二機関区より転入及び新製配置。
- 1970年（昭和45年）7月21日：第一区にDE50形新製配置。
- 1971年（昭和46年）3月31日：第一区の蒸気機関車（9600形、D51形、C50形）の運用終了、無煙化。これ以降第一区はディーゼル機関車とその乗務員の担当となる。
- 1975年（昭和50年）8月20日：第一区にDE11形1901号機新製配置。
- 1982年（昭和57年）10月1日：稲沢機関区岐阜支区を廃止[1]。
- 1985年（昭和60年）3月：第一区と第二区を統合し、稲沢機関区へ改称[2]。
- 1986年（昭和61年）11月:名古屋客貨車区の貨車関係の業務の一部を移管し、稲沢貨車区が発足[2]。

### 国鉄民営化後
- 1987年（昭和62年）4月1日：国鉄分割民営化に伴い、日本貨物鉄道（JR貨物）東海支社の管轄となる。
- 1994年（平成6年）5月2日：稲沢機関区と稲沢貨車区を統合して、車両配置区を愛知機関区として分離[3]、稲沢機関区は乗務員区となる[3]。

## 乗務範囲
- 東海道線：静岡貨物 - 稲沢 - 吹田貨物ターミナル
- 中央線：名古屋 - 塩尻
- 関西線：名古屋 - 多気
- 名古屋港線：名古屋 - 名古屋港
- 西名古屋港線：名古屋 - 名古屋貨物ターミナル
- 美濃赤坂線：大垣 - 美濃赤坂
- 塩浜線：四日市 - 塩浜[4]